# Erhard Schäfer (Politiker, 1944)

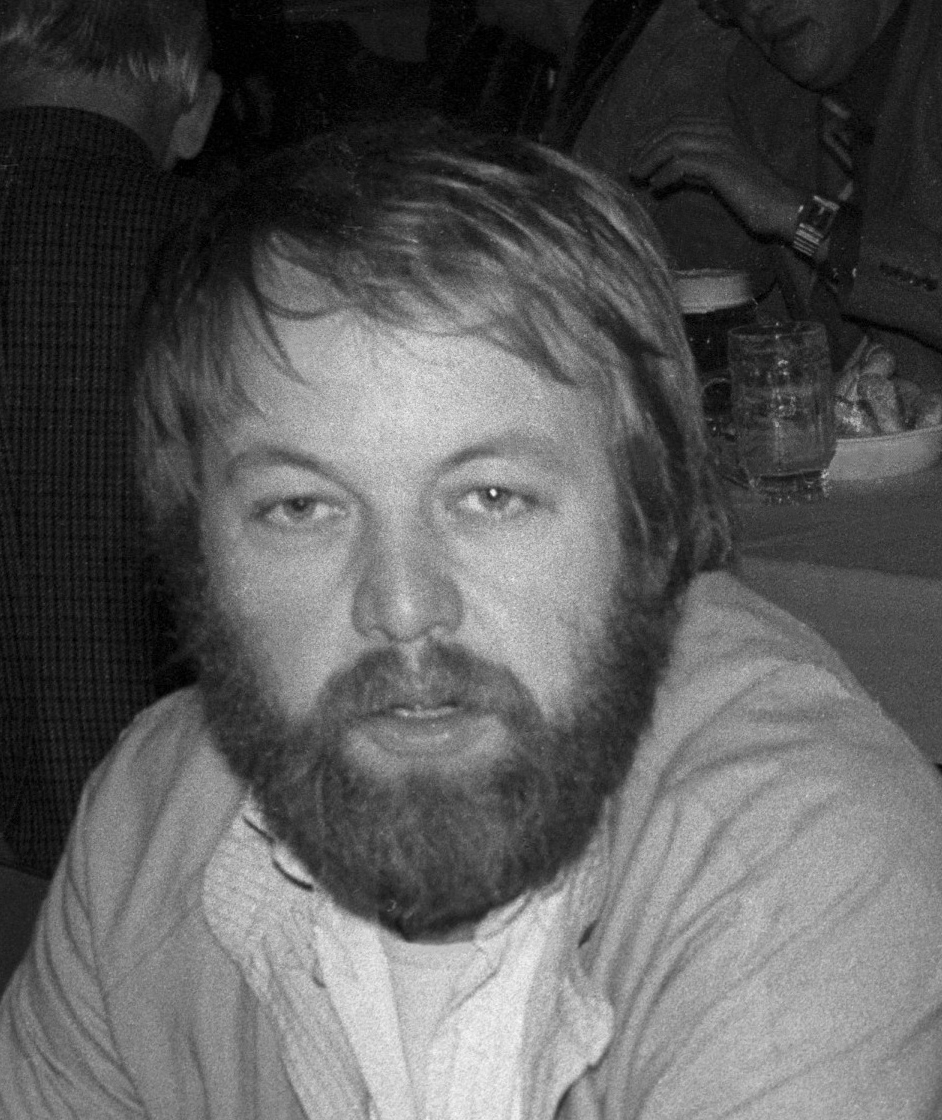
Erhard Schäfer um 1980 auf einer Kreisdelegiertenversammlung der SPD Hamburg-Nord

Erhard Schäfer (* 20. Juli 1944 in Isert) ist ein deutscher Politiker (SPD, Grüne).

## Leben
Schäfer ist studierter Sozialwissenschaftler und wurde mit der Arbeit Dialektik und Empirie: Zum Begriff der Erfahrung bei Marx zum Doktor promoviert. Er war als Angestellter im öffentlichen Dienst tätig.
Schäfer, der damals in Winterhude wohnte, engagierte sich politisch zunächst in der SPD, für die er von 1974 bis 1986 der Bezirksversammlung im Bezirk Hamburg-Nord angehörte. Ab dem 18. April 1986 übte er nach der Mandatsniederlegung von Jürgen Steinert als nächstberufener Bewerber das Bürgerschaftsmandats eines Senators aus. Mit dem Ende der elften Wahlperiode der Hamburgischen Bürgerschaft schied er noch im selben Jahr wieder aus der Bürgerschaft aus. In den wenigen Monaten seiner Parlamentszugehörigkeit war er Mitglied des Ausschusses für Wissenschaft und Forschung und des Rechtsausschusses. Am 10. September 1986 stimmte er gemeinsam mit seiner Fraktionskollegin Helga von Hoffmann gegen das „Sicherheitspaket“ des SPD-Senats, mit dem 292 neue Stellen bei der Polizei geschaffen wurden. Außer von Hoffmann und Schäfer stimmten lediglich die acht Abgeordneten der Grün-Alternativen-Liste gegen das 14-Millionen D-Mark teure Programm, während die übrigen SPD-Abgeordneten und die komplette CDU-Fraktion für den Senatsplan votierten, der eine Reaktion auf die stundenlange Einkesselung von Anti-Kernkraft-Demonstranten auf dem Heiligengeistfeld war.
Später zog Schäfer nach Winsen (Luhe), verließ die SPD und schloss sich den Grünen an. 1991 wurde er erstmals in den Stadtrat Winsens gewählt. Dort forderte er 1998 die Stadthalle und die Dorfgemeinschaftshäuser zu verkaufen, weil man „den Bürgern nicht das Ambiente zum Biertrinken bezahlen“ müsse, scheiterte mit diesem Ansinnen jedoch bei den anderen Fraktionen. Er gehört dem Stadtrat weiterhin an. Spätestens seit 2001 gehört er auch dem Kreistag im Landkreis Harburg an, wo er derzeit stellvertretender Fraktionsvorsitzender der Grünen ist. Bei der Landratswahl im Landkreis Harburg am 10. September 2006 bemühte er sich um die Nachfolge des bisherigen Landrats Axel Gedaschko, unterlag aber mit 37,6 % der Stimmen dem FDP-Kandidaten Joachim Bordt, der 62,6 % erhielt.

## Veröffentlichungen
- Dialektik und Empirie: Zum Begriff der Erfahrung bei Marx, Dissertation, Universität Hamburg, 1976, ISBN 9783416012164.